# 自由路 (高雄市)
自由路（Zihyou Rd.）為北高雄南北向重要道路之一，同盟路以北為雙向4線道，寬21至28公尺，以南為雙向2線道，寬20公尺，全長5599公尺。為宣傳三民主義之理念，以及為了發揚儒家思想和傳統美德而命名之道路。本道路共分為四個部份，行經三民區、鼓山區及左營區。南起九如二路口，北至華夏路口。

## 行經行政區域
（由南至北）
- 三民區
- 鼓山區
- 左營區

## 分段
自由路共分為四個部份：
- 自由一路：南起於九如二路口接復興一路，北於大順一路口接自由二路。
- 自由二路：南於大順一路口接自由一路，北於新莊仔路口接自由三路。
- 自由三路：南於新莊仔路口接自由二路，北於大中二路口接自由四路
- 自由四路：南於大中二路口接自由三路，北止於華夏路口接文學路。

## 歷史

依據1980年高雄市都市計劃圖與1999年經建版地形圖第三版所繪之高雄市明誠路與自由路與其周邊道路。紅色路線為1980年兩條路之計畫路線，橘色為現今未實現之計畫路線，藍色為修正後之現行路線，黑色為周邊相關道路。

自由路的雛型出現於日治時期的大高雄都市計畫，當時為高雄市區開始擴張至高雄車站北方的三塊厝及大港聚落之初，將此地區畫設棋盤狀道路網，並於1937年的高雄市街計畫圖，以及1938年繪製的高雄市市區擴張計畫圖、高雄都市計畫圖、高雄都市計劃地域圖中，繪出現今同盟路與九如路之間的計畫路線。於1946年的高雄市街道名稱圖中首度出現自由路的名稱，計畫路寬為20公尺，與現今相同；而在1966年的高雄市街圖中，自由路之名卻出現在現今察哈爾街與十全路之間的已通車路段（今山東街），而原計畫路線則被命名為山東街，至1975年的高雄市街圖，計畫路線已通車，仍命名為山東街。
另外，在1971年的《高雄市綱要計畫》中，曾建議自由路向南通過台鐵屏東線鐵路，與復興路相接，然而至今尚未實現，而目前高雄市區鐵路地下化計畫後，再次建議將此路段連通，以紓解民族路及博愛—中山路的南北向交通流量，而現今裕誠路以北至華夏路的自由路路廊，在計畫中則被規劃為明誠路自中華路起，東行北轉至華夏路之路廊的一部分，與現況有不小差異，當時尚無以明誠路掩蓋本館圳（愛河K幹道）之計畫。
至於同盟路口往北延伸至灣子內地區的路廊，首度出現於1980年的高雄市都市計劃圖，當時計畫向北延伸後，約在七孔橋（今已拆除）東方（現今為其西方）通過愛河至計畫中的大順路，大順路以北約為現今辛亥路的路廊，穿過北極殿至新莊仔路為止，而明誠路北轉的路廊仍在計劃圖中；1987年的高雄市行政區域圖，大順路至新莊仔路的自由路雛型已出現（今自由二路）；1990年，自由路通過愛河的自由橋興建，並拆除鄰近的七孔橋（雙城古道舊路廊）；1992年出版之經建版地形圖二版，現今的自由路路廊全數完成。
2020年2月24日起，自由一路（九如二路至同盟一路）進行高雄市亮點計畫工程，將改善道路鋪面維護、人行道拓寬及更新、植栽綠化及解決街道停車問題，預計2021年1月完工。
2020年4月30日因應高雄市區鐵路地下化計畫完工後路段由九如二路口向南延伸至復興一路。

## 沿線設施
（由南至北）
- 自由一路
  - 三民游泳池(50號)
  - 高雄市立三民網球場(54號)
  - 高雄市三民區博愛國民小學(門牌設於十全一路202號)
  - 高雄市立三民國民中學(門牌設於十全一路200號)
  - 高醫啟川大樓(100號)
  - 寶珠溝
  - 台灣中油自由加油站(231號)
  - 台灣中油新厝自由加油站(276號)
  - 愛河自由橋

- 自由二路
  - 高雄輕軌新上國小站(自由大順路口)
  - 高雄市立龍華國民中學(2號)
  - 食藥署南區管理中心(180號2樓)

- 自由三路
  - 高雄市左營區新莊國民小學(1號)
  - 台灣中油上豐加油站(157號)
  - 微笑公園(244號)
  - 自由黃昏市場(261號)
  - 高雄市左營區新民國民小學(478號)

- 自由四路
  - 高雄市立福山國民中學(門牌設於重信路215號)
  - 高雄市左營區福山國民小學(門牌設於重愛路99號)
  - 高雄福山郵局(332號)

## 公車資訊
- 自由一路
  - 漢程客運
    - 33 金獅湖站－捷運鹽埕埔站
    - 92 自由幹線  高鐵左營站－高雄火車站
    - 紅30 澄清湖棒球場－高雄火車站(同愛街口)
    - 紅31 大裕路－高雄火車站(同愛街口)

  - 南台灣客運
    - 紅29 捷運後驛站－陽明國小

- 自由二路
  - 漢程客運
    - 92 自由幹線  高鐵左營站－高雄火車站

  - 南台灣客運
    - 紅33 明誠幹線 市立聯合醫院－捷運凹子底站－鳳山商工
    - 紅36 左營海軍軍區－捷運巨蛋站－文藻外語大學

- 自由三路
  - 港都客運
    - 38 左營南站－榮民總醫院
    - 39 加昌站－榮民總醫院

  - 漢程客運
    - 92 自由幹線  高鐵左營站－高雄火車站

  - 南台灣客運
    - 紅50 捷運生態園區站－榮民總醫院側門

  - 高雄客運
    - 8021 高雄客運鳳山站－彌陀國小

- 自由四路
  - 漢程客運
    - 92 自由幹線  高鐵左營站－高雄火車站

## 公共自行車
- 高雄市公共自行車租賃系統：
  - 自由察哈爾一街口：自由一路/察哈爾一街口(東北側)
  - 三民游泳池：自由一路/遼寧一街口西北側
  - 河堤南自由路口：河堤南路/自由一路東北側
  - 龍德新自由一路口：龍德新路222號(東側人行道)
  - 龍華國中(大順一路)：大順一路/自由二路(東北側)
  - 龍華國中(靠近自由二路6巷口)：自由二路2號(前人行道)
  - 明誠自由路口(路口三處)：明誠二路/自由二路口(路口三處)
  - 新莊國小：新庄仔路724號(對側人行道)
  - 自由自由三路101巷口西北側：自由三路/自由三路101巷口西北側
  - 自由黃昏市場：自由三路210號(旁廣場)
  - 新民國小：自由三路478號(對側人行道)
  - 福山國中：自由四路63號(對側人行道)
  - 福山國小：自由四路239號(旁人行道)